# NGC 3444
NGC 3444 este o galaxie spirală situată în constelația Leul. A fost descoperită în 25 martie 1865 de către Albert Marth. Se află la o distanță de 152,76 de megaparseci de Pământ.